# Кройцер, Оскар
Оскар Кройцер (нем. Oscar Kreuzer); (14 июня 1887 — 3 мая 1968) ― немецкий теннисист и регбист.

## Биография
Кройцер родился в Франкфурт-на-Майне 14 июня 1887 года.
Принимал участие в летних Олимпийских играх 1908 и 1912 годов в Стокгольме, где он выиграл бронзовую медаль в мужском одиночном турнире. В 1912 году он также дошёл до финала в чемпионате мира по теннису на твёрдых кортах в Париже, который он проиграл своему соотечественнику Отто Фройцхайму. В 1913 году на Уимблдонском турнире он достиг своего лучшего результата за всю спортивную карьеру, выйдя в полуфинал и потерпев там поражение от Стэнли Дауста.
Кроме тенниса, Кройцер также преуспел в регби. Он выиграл немецкий чемпионат со своим клубом SC 1880 Frankfurt в 1910 году и сыграл на нескольких международных чемпионатах за немецкую сборную.
В конце июля 1914 года он и Отто Фройцхайм играли в полуфинале чемпионата мира по теннису на твёрдых кортах в Питтсбурге против команды Австралии. Когда началась Первая мировая война, председатель местного теннисного клуба скрыл этот факт от Фройцхайма и Кройцера, поскольку не хотел сорвать этим матч. Немецкая команда проиграла 0-5. На обратном пути в Германию их итальянский пароход America был остановлен у Гибралтара британским военным кораблём, и они оба были помещены в тюрьму в Гибралтаре, где находились в течение нескольких месяцев перед отправкой в лагерь для интернированных в Англии. Кройцер остался в лагере возле Лидса, в то время как офицер Фройцхайм содержался в Доннингтон-Холл до самого конца войны в 1918 году.
В 1920 году Оскар Кройцер выиграл Открытый чемпионат Германии по теннису среди мужчин, который проводился в клубе «Ротенбаум» в Гамбурге, победив Луиса Марию Хейдена в финале в трёх сетах.
После ухода из тенниса Кройцер поселился в Висбадене рядом со своим другом Фройцхаймом.
Оскар Кройцер скончался 3 мая 1968 года.